# 梅錢泰拉山

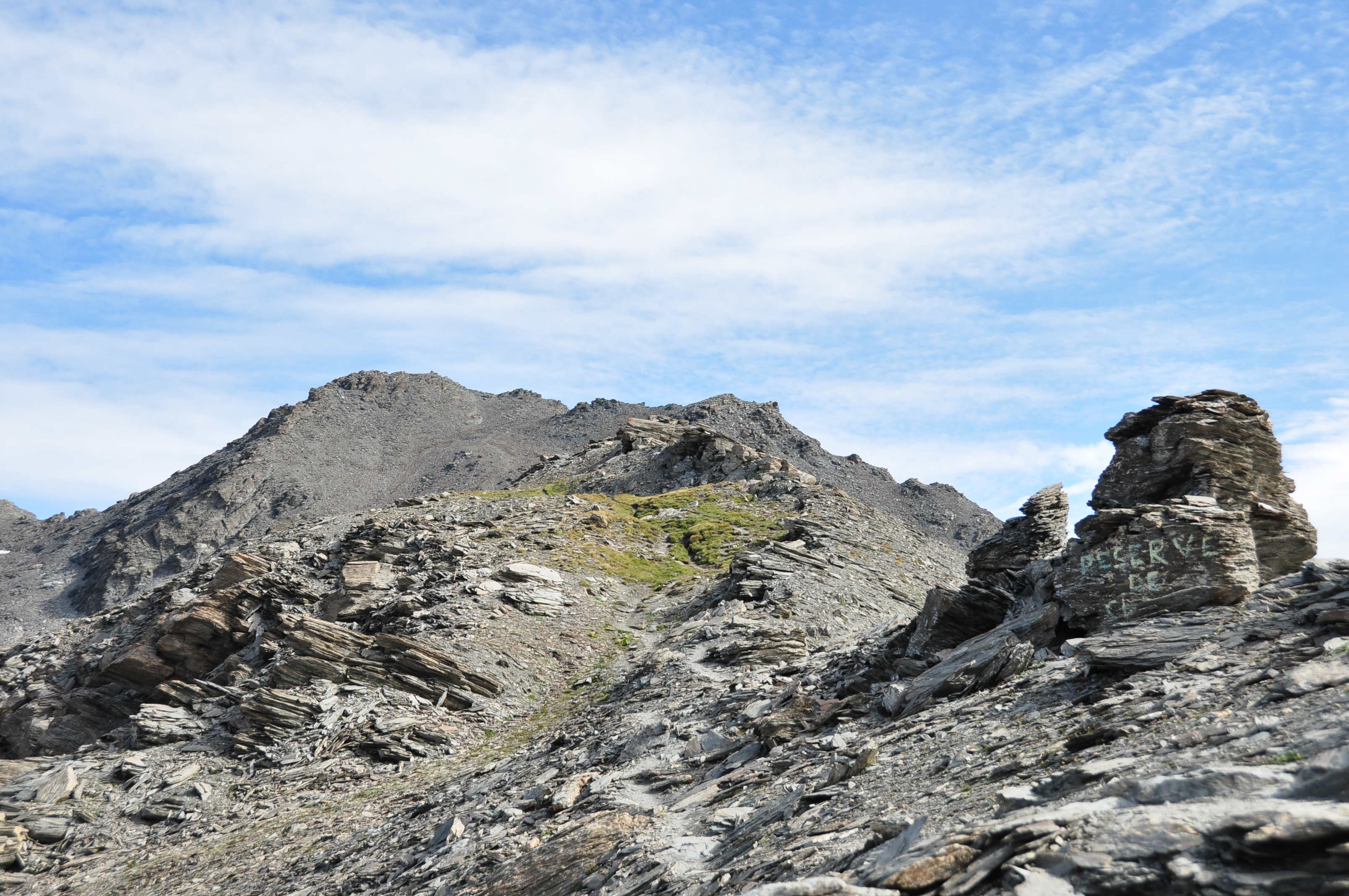

44°50′57″N 6°52′57″E / 44.8493°N 6.8824°E
梅錢泰拉山（義大利語：Punta Merciantaira）是法國与意大利交界处的山峰，位於該國東南部，屬於科蒂安山的一部分，海拔高度3,293米。